# Stefan Mueller
Stefan Mueller (* 13. Oktober 1995 in East Northport) ist ein US-amerikanischer Fußballspieler.

## Karriere
Er begann seine Fußball-Karriere bei der Nachwuchsakademie Blau Weiss Gottschee aus dem Bundesstaat New York. Anschließend spielt er von 2013 bis 2017 bei den Temple Owls im College-Fußball und ging im April 2017 nach Deutschland, wo er für den niedersächsischen Oberligisten TB Uphusen am Ende des Monats einen Kurzeinsatz hatte. Im Sommer des Jahres verließ er den Verein aber auch schon wieder.
Nach einem Jahr schlägt er dann im Mai 2018 bei den Long Island Rough Riders auf der USL League Two auf. Dort verblieb er aber auch nicht lange und wechselte anschließend nach England, zum FC Southport in die National League North, wo er bis März 2020 aktiv war. Nun kehrte er wieder in die USA zurück, wo er nun beim Tormenta FC in der USL League One unter Vertrag stand. In den nächsten beiden Jahren wurde er hier zum Stammspieler und bekam einiges an Einsatzzeit.
Seit März 2022 steht er bei den Rio Grande Valley Toros in der USL Championship, unter Vertrag. Hier hatte er sein Debüt am 1. Spieltag der Saison 2022 bei einem 1:0-Sieg über die Oakland Roots, wo er in der 89. Minute für Robert Coronado eingewechselt wurde. Zur Saison 2023 wechselte er zurück in die USL League One zu Union Omaha.